# Jewhen Drahunow
Jewhen Iwanowytsch Drahunow (ukrainisch Євген Іванович Драгунов; * 13. Februar 1964 in Makijiwka, Ukrainische SSR; † 10. September 2001 ebenda) war ein sowjetischer bzw. ukrainischer Fußballspieler.

## Vereinskarriere
Jewhen Drahunow begann seine Vereinskarriere in der Ukraine und spielte zunächst für den FC Cholodna Balka Makijiwka und den FC Kirowez Makijiwka. Er gab sein Erstligadebüt in der Sowjetischen Zweiten Liga im Jahr 1984 für SKA Kiew.
Bei Schachtar Donezk in der ehemaligen Wysschaja Liga, der höchsten Liga der UdSSR, spielte Drahunow insgesamt sieben Jahre lang. Während seiner Zeit dort absolvierte er 195 Einsätze für den Verein und erzielte dabei 15 Tore. Sein erster Einsatz für Schachtar Donezk fand am 22. Juli 1985 gegen Dnipro Dnipropetrowsk statt, bei dem er in der 65. Minute eingewechselt wurde. Insgesamt erreichte er über 14.000 Spielminuten in der Wysschaja Liga.
In der russischen Premjer-Liga absolvierte Drahunow 1994 neun Einsätze für den FK Lada Toljatti, erzielte ein Tor und spielte insgesamt 810 Minuten.
Zusätzlich kam Drahunow auch zu weiteren Einsätzen in der 1. Division (der 2. Russischen Liga) und absolvierte dort 30 Spiele im Jahr 1995. Dabei trat er als Kapitän der Mannschaft von Schinnik Jaroslawl am 8. Spieltag der 1995, als Schinnik gegen Torpedo Arsamas mit 4:0 gewann.
Später wechselte er nach Deutschland und setzte seine Laufbahn beim FC Rot-Weiß Erfurt fort. In der Saison 1996/97 konnte er dabei 17 Einsätze für den Verein verbuchen und erzielte zwei Tore. Sein Debüt für Rot-Weiß Erfurt fand am 2. Spieltag der Regionalliga Nordost am 14. August 1996 statt, als er beim 0:0 gegen Wacker Nordhausen auflief. In dieser Saison erreichte er mit Rot-Weiß Erfurt den dritten Platz in der Regionalliga Nordost.

## Nationalmannschaft
Jewhen Drahunow absolvierte 1992 unter Wiktor Prokopenko zwei Länderspiele für die Ukraine. Am 27. Juni 1992 gab er beim 0:0 gegen die USA sein Debüt. Am 26. August 1992 war Drahunow Kapitän der ukrainischen Mannschaft im Freundschaftsspiel gegen Ungarn. Die Ukraine verlor mit 1:2, er spielte die vollen 90 Minuten.
Zudem nahm Jewhen Drahunow im Jahr 1983 an der Sommer-Spartakiade der Völker der UdSSR im Team der Ukrainischen SSR teil.

## Tod
Im Jahr 2001 starb Drahunow im Alter von 37 Jahren an einem Schlaganfall.

## Erfolge
- Sowjetischer Fußballpokal: 1986 (Finalist)